# Paul Janet

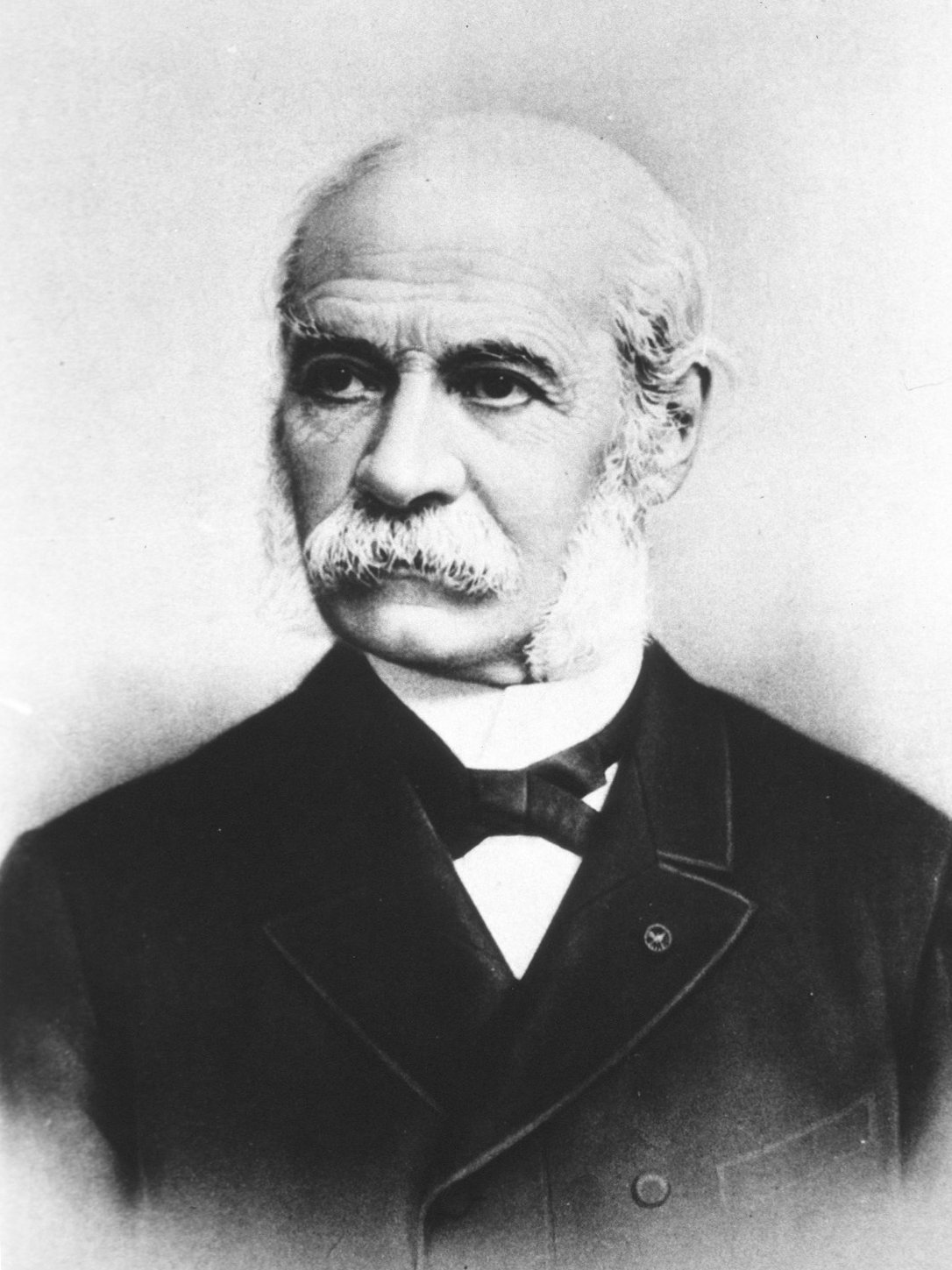
Paul Janet

Paul Alexandre René Janet (* 30. April 1823 in Paris; † 4. Oktober 1899 ebenda) war ein französischer Philosoph.
Janet absolvierte seine Schulzeit am Lycée Saint-Louis und an der École normale supérieure. 1848 bekam er eine Anstellung als Dozent für Moralphilosophie an der Universität Bourges und drei Jahre später wechselte er in selber Funktion an die Universität Straßburg. 1857 nahm Janet einen Ruf an das Collège Louis le Grand in Paris an und wirkte dort als Dozent für Logik.
1864 betraute man ihn mit einem Lehrauftrag als Professor für Philosophie an der Sorbonne und im selben Jahr nahm ihn die Académie des sciences morales et politiques auch als Mitglied auf. Als Janet 1870 seine Philosophie du bonheur veröffentlichte, wurde dieses Buch öffentlich gelobt und mit einer Medaille ausgezeichnet.
1880 wurde er Mitglied der Accademia dei Lincei in Rom und 1898 assoziiertes Mitglied der Académie royale des Sciences, des Lettres et des Beaux-Arts de Belgique in Brüssel. Der Janet Rock in der Antarktis trägt seinen Namen.

## Werke (Auswahl)
- Les causes finales. 1876.
- Le cerveau et la pensée. 1867.
- La crise philosophique. MM. Taine, Renan, Littré et Vacherot. 1865.
- Éléments de morale. 1870.
- Essai sur la dialectique dans Platon et dans Hegel. 2. Auflage. 1860.
- La famille. Leçons de philosophie morale. 10. Auflage. 1873.
- Histoire de la science politique dans ses rapports avec la morale. 3. Auflage. 1886 (2 Bde.).
- Les maitres de la pensée moderne. 1883.
- Le matérialisme contemporain en Allemagne. 3. Auflage. 1878 (deutsch, Leipzig 1885)
- La morale. 1874.
- Les origines du socialisme contemporain. 1883.
- Philosophie de la Révolution francaise. 1875.
- Philosophie du bonheur. 4. Auflage. 1873.
- La philosophie française contemporaine. 1879.
- Les problèmes du XIX. siècle. 1872.
- Saint-Simon et le Saint-Simonisme. Germer Baillière, Paris 1878.
- Traité élémentaire dephilosophie. 4. Auflage. 1884.
- Victor Cousin et son Œuvre. Calmann Lévy, Paris 1885.